# Вотивні предмети

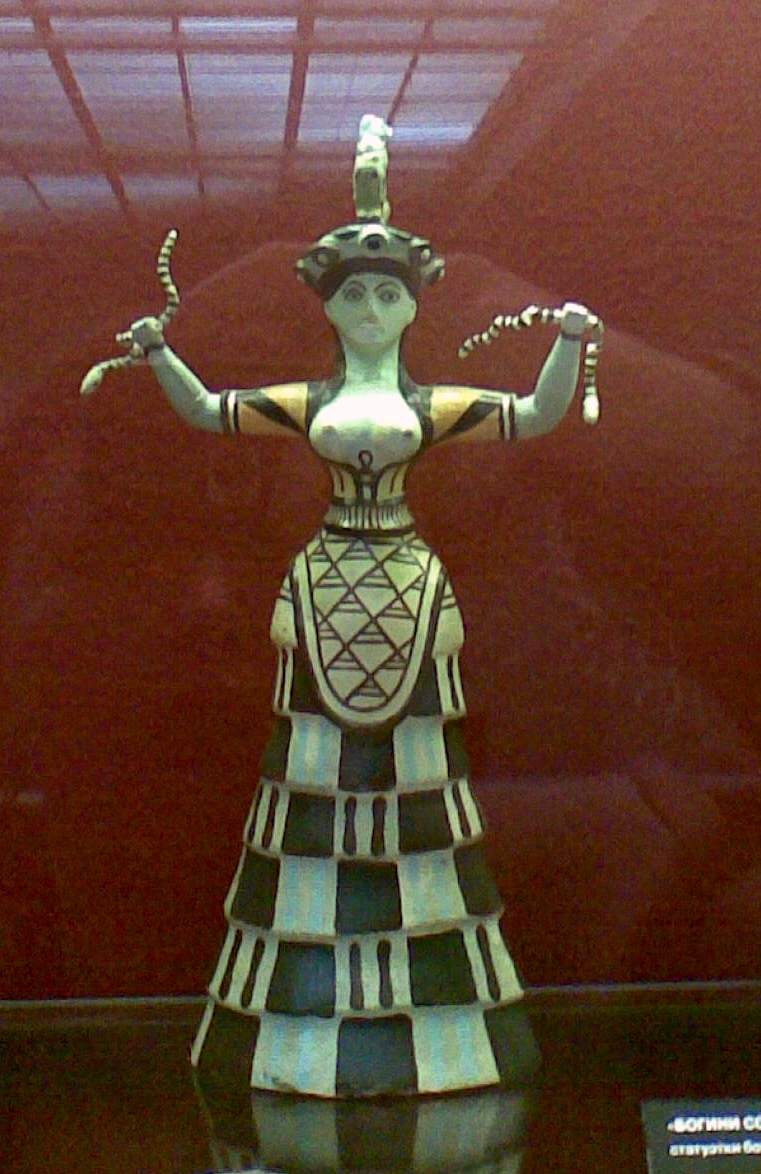
Богиня зі зміями, вотивна статуетка, Крит, 1600 р. до н. е.

Вотивні предмети, вотивні дари (лат. votivus — присвячений богам , від votum — обітниця, бажання) — різні речі, принесені в дар божеству за обітницею, заради зцілення або виконання певного бажання. Звичай приношення вотивних предметів є пом'якшеною формою жертвопринесення.
Традиція відома починаючи з часів печерної людини до наших днів.

## Історія
В археології прийнято вирізняти закопані вотивні предмети від скарбу: хоча вони могли містити однакові речі, скарби призначалися для відкопування господарями в майбутньому, а дари богам слід було не чіпати.
Археологічні предмети, в яких можна бачити прототипи вотивних предметів, відомі з епохи неоліту. На території України вотивні предмети виявлено зокрема у Херсонесі Таврійському, це так звані фракійські вотивні плитки, що датуються II-III століттям. Греки Північного Причорномор'я залишили після себе також віршовані почесно-вотивні метричні епіграми, що витесувалися на кам'яних стелах або на постаментах для статуй на честь певного божества або героя.

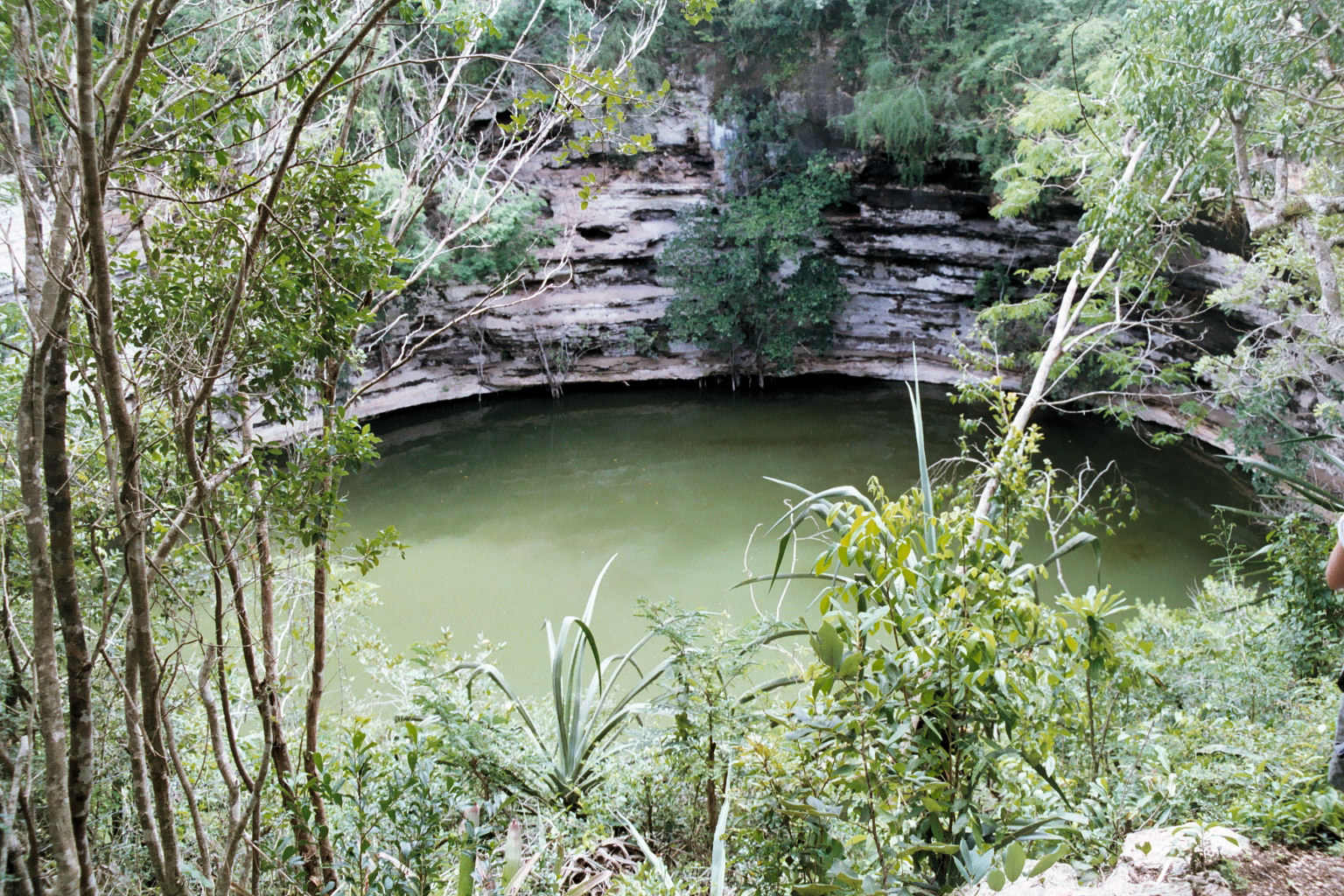
Священний колодязь у Чичен-Іці

### Жертвопринесення водній стихії

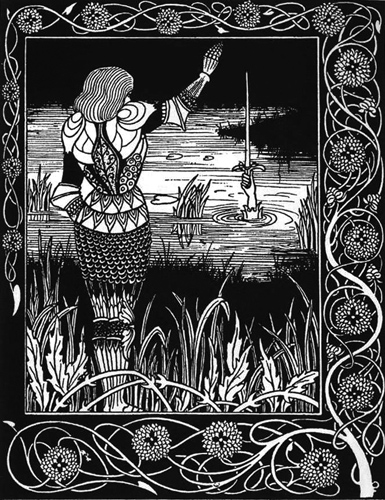
Ілюстрація до артурівського циклу. Сучасні дослідники припускають, що історія з дарунком меча Екскалібура королю Артурові Володаркою Озера є реверсивним відображенням такого типу жертвопринесень, який повернувся до традиційного варіанту, коли після смерті Артура меч був кинутий назад в озеро

У Європі знаходять мечі та списи, які, попри те, що це були предмети високої вартості, закопувалися в землю, а частіше кидалися у воду або в болота. У більшості випадків ці предмети були зламані, що робило їх непридатними для майбутнього використання, тому припускають, що робилося це з ритуальною метою. (Досі зберігся звичай кидати монетки в фонтани). Дослідники кельтської міфології пишуть про те, що вода, джерела, колодязі та ритуальні шахти для цих племен були пов'язані з потойбічним світом й, мабуть, слугували за місце переходу. Серед відомих знахідок варто згадати скарб, знайдений в казані біля Гігантських джерел під Дачевом в Чехословаччини (з двох тисяч предметів, переважно брошок та браслетів), знахідки у Ла-Тенея на озері Невшатель, або у Ллін Керріг Бах на Англсі, в озерах на півдні Шотландії (казани), і в казан з Гундеструпа.

У класичних авторів натрапляємо на свідчення про галльські скарби в тубільних святилищах, відкриті напоказ, але незаймані. Один з них, Тулузький скарб, був розграбований консулом Цепіоном в 106 році до н. е.., за описом Посідонія, скарб знаходився в священних прибудовах та ставках, причому вага його обчислювався приблизно 100 000 фунтів золота і 10 000 фунтів срібла. Григорій Турський в VI столітті описує гало-римський фестиваль на березі озера в Севенни, під час якого у воду кидали жертовних тварин та вотивні дари. Такі щорічні свята тривали там аж до 1868 року.

У Месоамериці подібні артефакти були виявлені в ольмекскому поселенні  Ель Манаті (1600–1200 р. до н. е.) і священному колодязі майя в Чичен-Іці (850–1550 р. н. е..), на дні якого було виявлено багато зламаних золотих предметів, які кидалися як своєрідні пожертви під час проведення церемоній (разом з людськими жертвопринесеннями).

### Зцілювальні вотиви

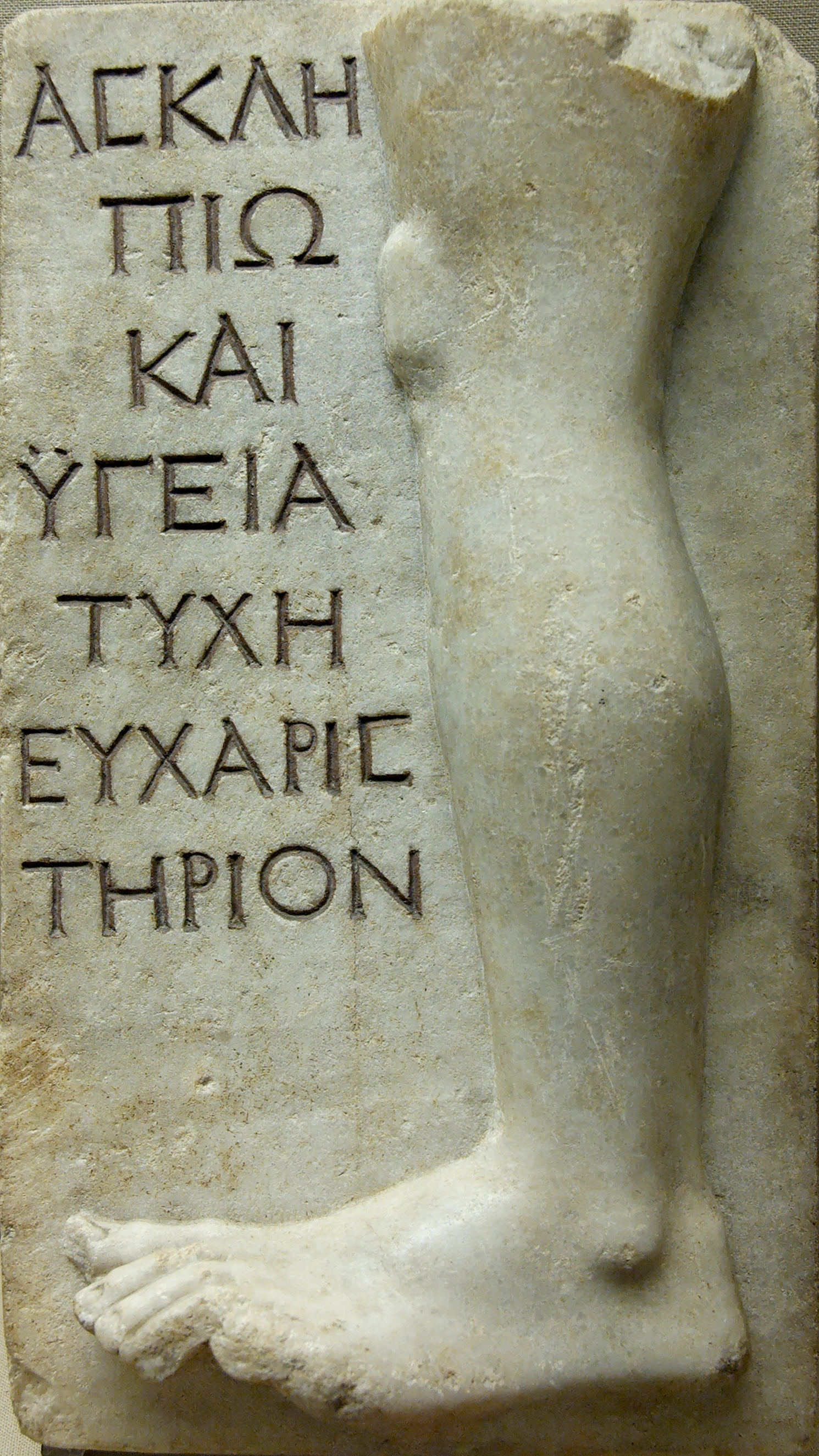
Пінака, дар Асклепію з проханням вилікувати ногу. I-II ст. до. е., Лувр

Зцілювальні вотиви — дари з зображенням хворого органу, які приносили хворі з проханням про зцілення або на подяку за нього. Зовнішній вигляд визначався принципом подібності магічної свідомості.
Багато подібних матеріальних свідчень дійшло з часів античності. Велика колекція зцілювальних вотивів, виконаних з глини, демонструється в музеї святилища Асклепія в Епідаврі. Цікаві зцілювальні вотиви іберів, знайдено біля гарячих джерел.

### Вотивні предмети в християнстві
У католицизмі вотивні предмети називаються ex-voto. Їх приносять в дар храму як обітницю або на подяку. У наші дні, як правило, це спеціальні таблички зі словами молитви та подяки, свічки, квіти, твори мистецтва (статуї та їхні шати).
Приклади відомих пожертвувань: статуя подружжя Генріха III, зроблена з золота та подарована Вестмінстеру; восковий сокіл, встановлений Едуардом I на гробниці св. Вульстана; рубін з діамантом, що прикрашають гробницю Томаса Беккета; численні милиці, залишені в Лурдську гроті. У католицьких церквах невеликими металевими предметами («вотами») бувають завішані цілі стіни. У повісті Купріна «Гранатовий браслет» злощасна прикраса зрештою також виявляється в церкві:
|  | "У вас, католиків, є милий звичай — так він і сказав: милий звичай — вішати на зображення Матки Боски кільця, намиста, подарунки. Так от виконаєте моє прохання: ви можете цей браслет повісити на ікону? "Я йому обіцяла це зробити. |

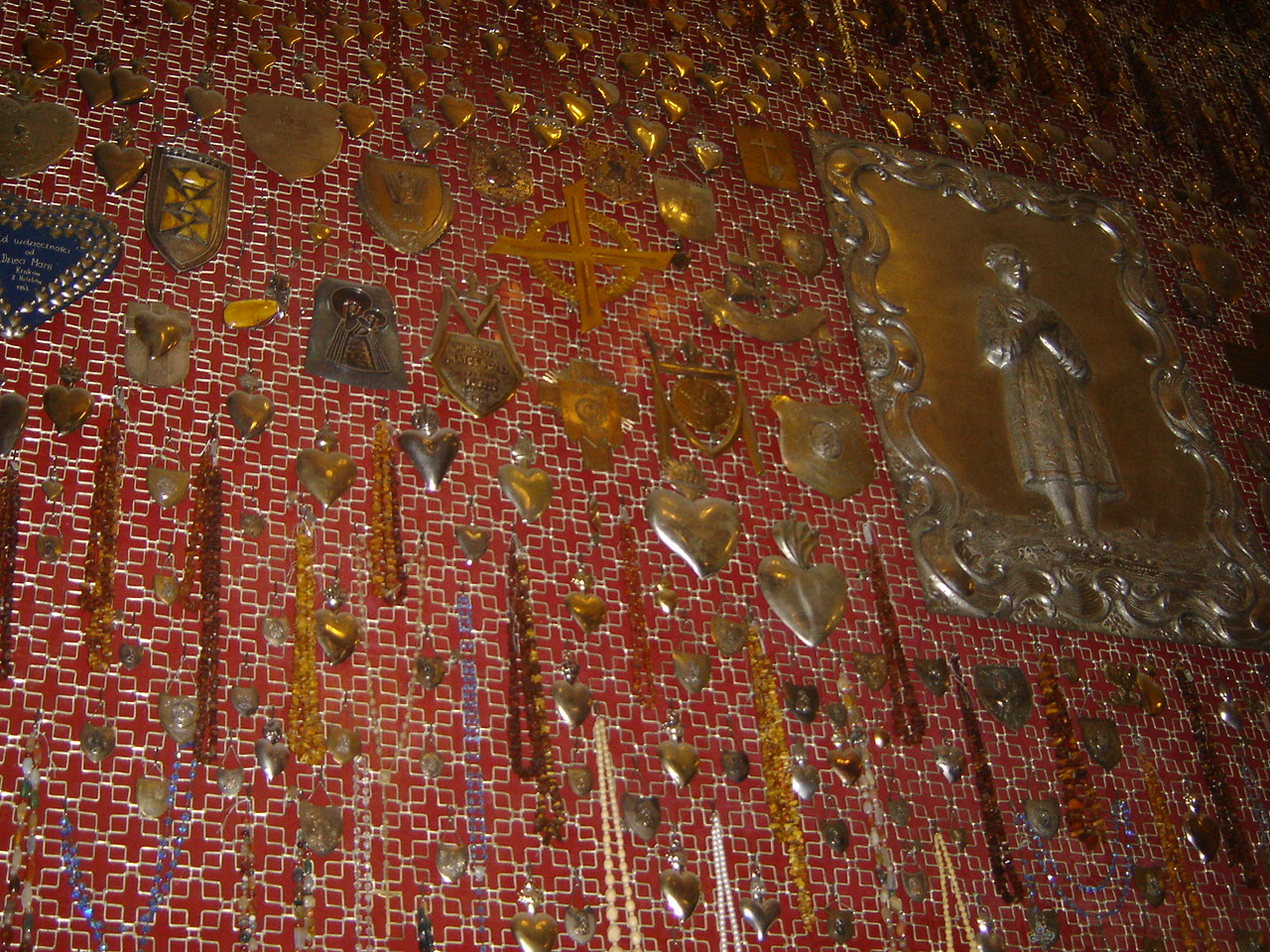
Дари віруючих в Ченстоховському монастирі

Звичай підвішувати дари на ікони зустрічається і в православ'ї. Зокрема, християнство трансформувало язичницьку традицію, яка проявляється у підвішуванні жертовних вотивів на чудотворні ікони. Багато шанованих чудотворних ікон мають вотивні сережки (іноді ланцюжки та натільні хрести, іноді — зображення з дорогоцінних металів зцілених органів). В експозиції Музею медицини (м. Київ) можна побачити вотиви часів Київської Русі. У Росії підвішувати вотиви у православних храмах заборонили за Петра Першого, оскільки це сприймалося як відгомін язичництва, але подекуди традиція зберігалася. Відповідно, спершу був виданий Указ Святійшого Синоду від 19 січня 1722 року «Про відібрання в церковну скарбницю привісок і об використанні оних на церковні потреби», який наказував: „Від нині надалі в усіх Російської Держави церквах привісів до образів, тобто золотих і срібних монет і копійок й всякої скарбниці та прочого приносимого не привішувати”. І згодом пізніше, Указ Петра I від 20 квітня 1722 року «О принесенні в Синод іконних привісок і о розібранні їх», який  встановлював: „В указі о привісах іконних глухо мовлено, що все на потреби необхідні церковні використовувати”.

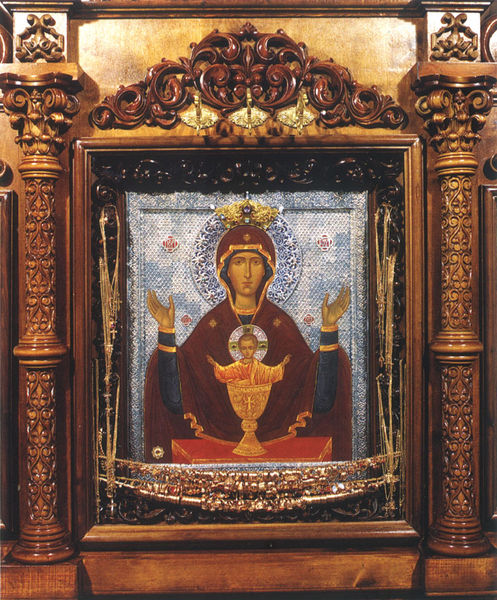
Принесення віруючих до ікони Божої Матері «Невипивана чаша»

Останнім часом вотиви можна побачити на багатьох чудотворних іконах — «Неупиваємої Чаші» під Владичному монастирі, «Іверської» в новосибірському храмі Олександра Невського. У російській традиції також існувало замовлення вотивних (обітних) ікон на подяку за виконання молитовного прохання (найчастіше про зцілення). Як вотиви віруючі за обітницею ставили лампади перед шанованими іконами або раками з мощами святих, а також підносили вишиті особисто або за замовленням покриви або прикраси на оклади ікон. Так 1768 року імператриця Катерина II прикрасила оклад Казанської ікони Богородиці в Казанському Богородицькому монастирі своєю діамантовою короною.

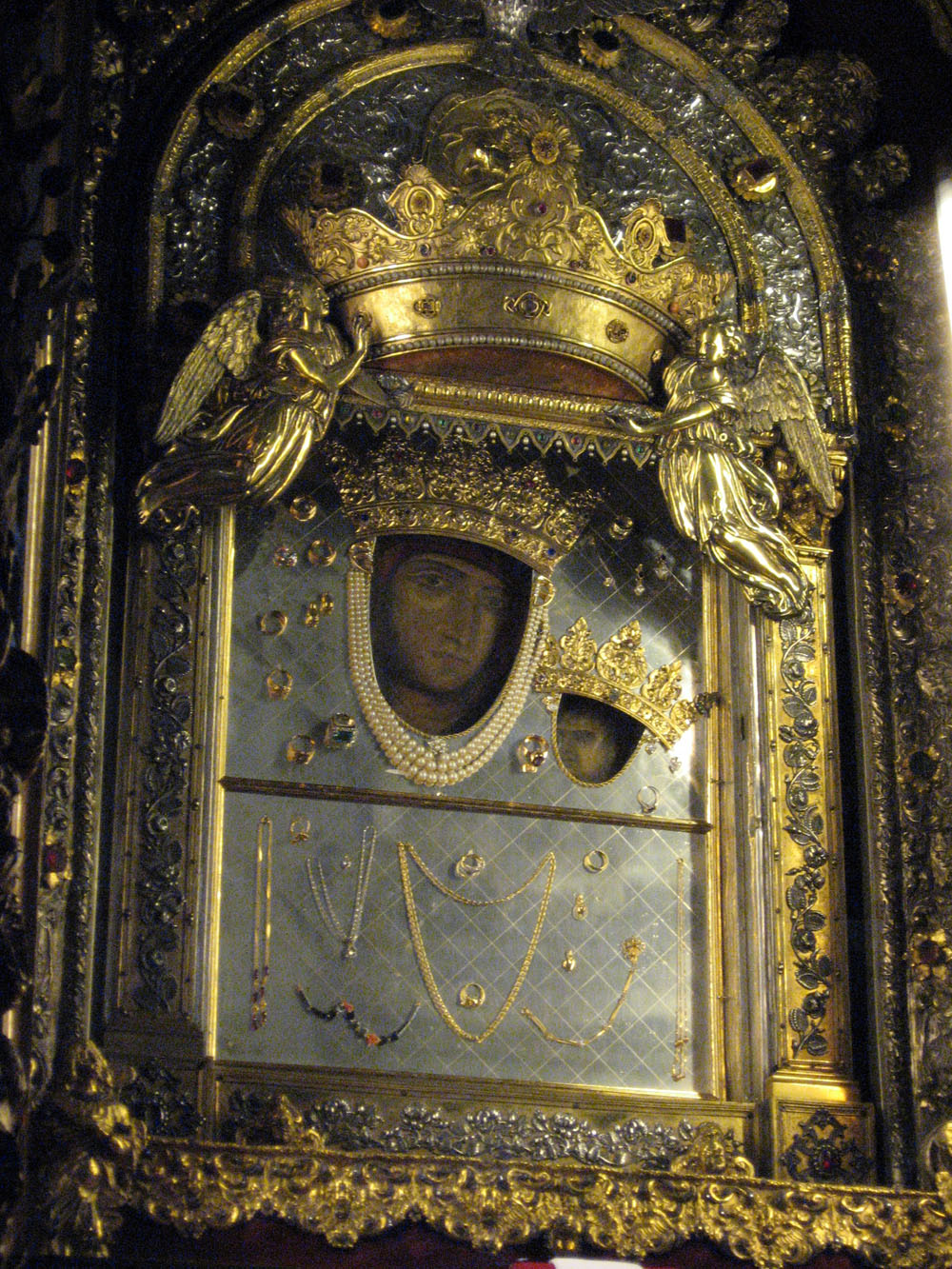
Принесення в італійській церкві

До своєрідної форми вотивних дарів можна віднести колишній звичай жертвувати відріз дорогої парчі з труни небіжчика на пошиття ієрейських та дияконських шат. Потім родичі просили священика на пам'ять про померлого на Великдень служити в цьому вбранні, але оскільки жертводавців було багато, то виник звичай на Великдень міняти шати протягом служби.

### Вотивні предмети в буддизмі
Вотивні предмети мають важливе значення і у буддистів (ступи, статуї, ікони-танка, хоругви та тексти сутр). Для виготовлення буддистських вотивних предметів і фарб для їх фарбування традиційно використовували сім коштовних матеріалів — золото, срібло, смарагд, гірський кришталь, лазурит, перламутр та корал.
Особливе значення як вотивні предмети надається в буддизмі статуям, а також ступам. Ступи в буддизмі можуть виконувати різні функції — бути вотивами, релікварієм, меморіалом, об'єктом пошанування та традиційним символом буддизму. Прикладами вотивних ступ можуть служити ступи, знайдені на території колишньої Бактрії (територія сучасної Середньої Азії) — вотивні ступа в Хішттепі та вотивні ступи Аджінатепа (об'єднання ступи хрестоподібного типу та ступи зі драбиною).
У період раннього Середньовіччя в Тохаристані як вотивні предмети використовувалися і мініатюрні моделі монолітних ступ. У Хішттепа було знайдено порядку з 60 мініатюрних ступ. Моделі ступ виготовляли з необпаленої глини, основа таких ступ не перевищувалв 6,5-8,5 см. У численні мініатюрні ступи були вмазані круглі плескаті таблички, схожі на таблетки, на цих табличках письмом брахмі були записані тексти, що супроводжували приношення. Такі мініатюрні ступи були популярними вотивні предметами для буддистів та використовувалися поряд з іншими традиційними підношеннями — чірогами, фруктами та квітами.

## Типи вотивних предметів

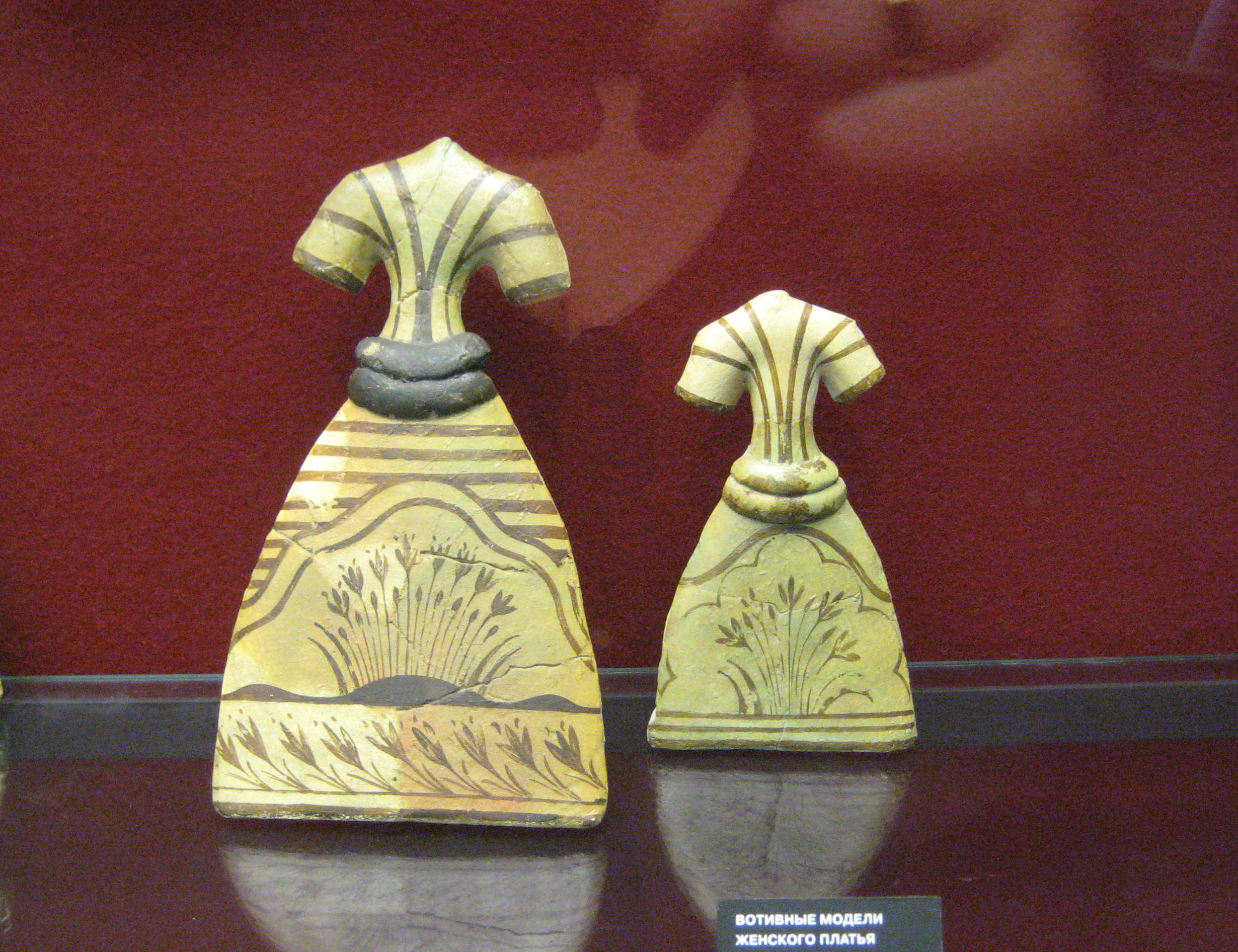
Вотивні зображення одягу з глини. Крит

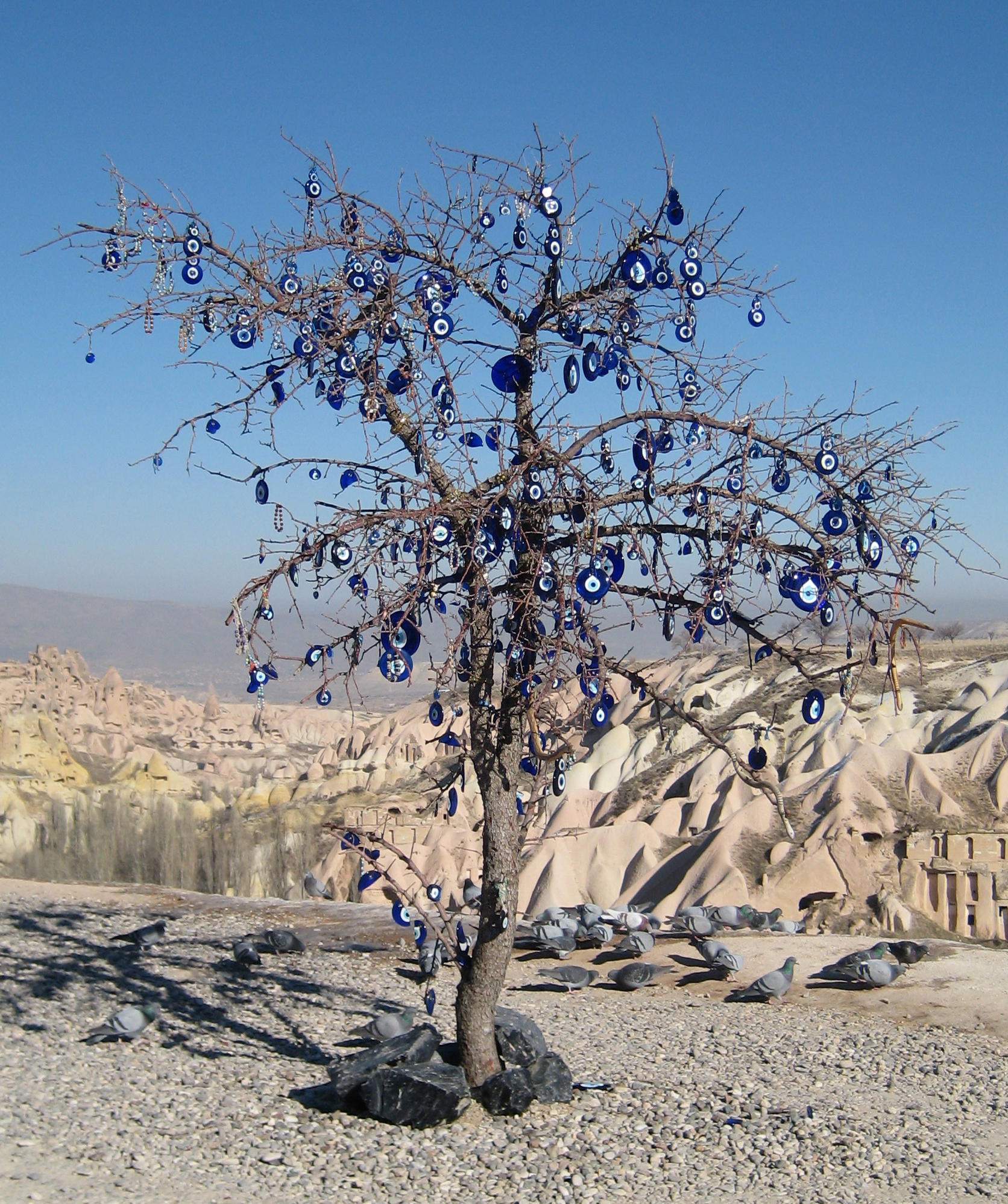
Повішені туристами на дерево в Кападокії амулети від лихого ока

### Зменшені копії реальних речей
Крім людських кінцівок, зустрічалися зображення звірів, птахів чи інших предметів, обіцяних як жертву (або отримання яких було бажано). У європейських країнах починаючи з середньовіччя у церквах можна зустріти підвішені моделі кораблів, внесені з молитвою про благополучне повернення або з вдячності за успішне прибуття. В афінському музеї можна побачити античне зображення корабля з аналогічним побажанням. У підземеллях Сеїт Неджепі (Туркменістан) стіни обвішані імітаціями колисок та луків — символічними проханнями до вищих сил про дарування потомства, як видно зі зброї — чоловічої статі. Варто також згадати про археологічні знахідки вотивних театральних масок античності.

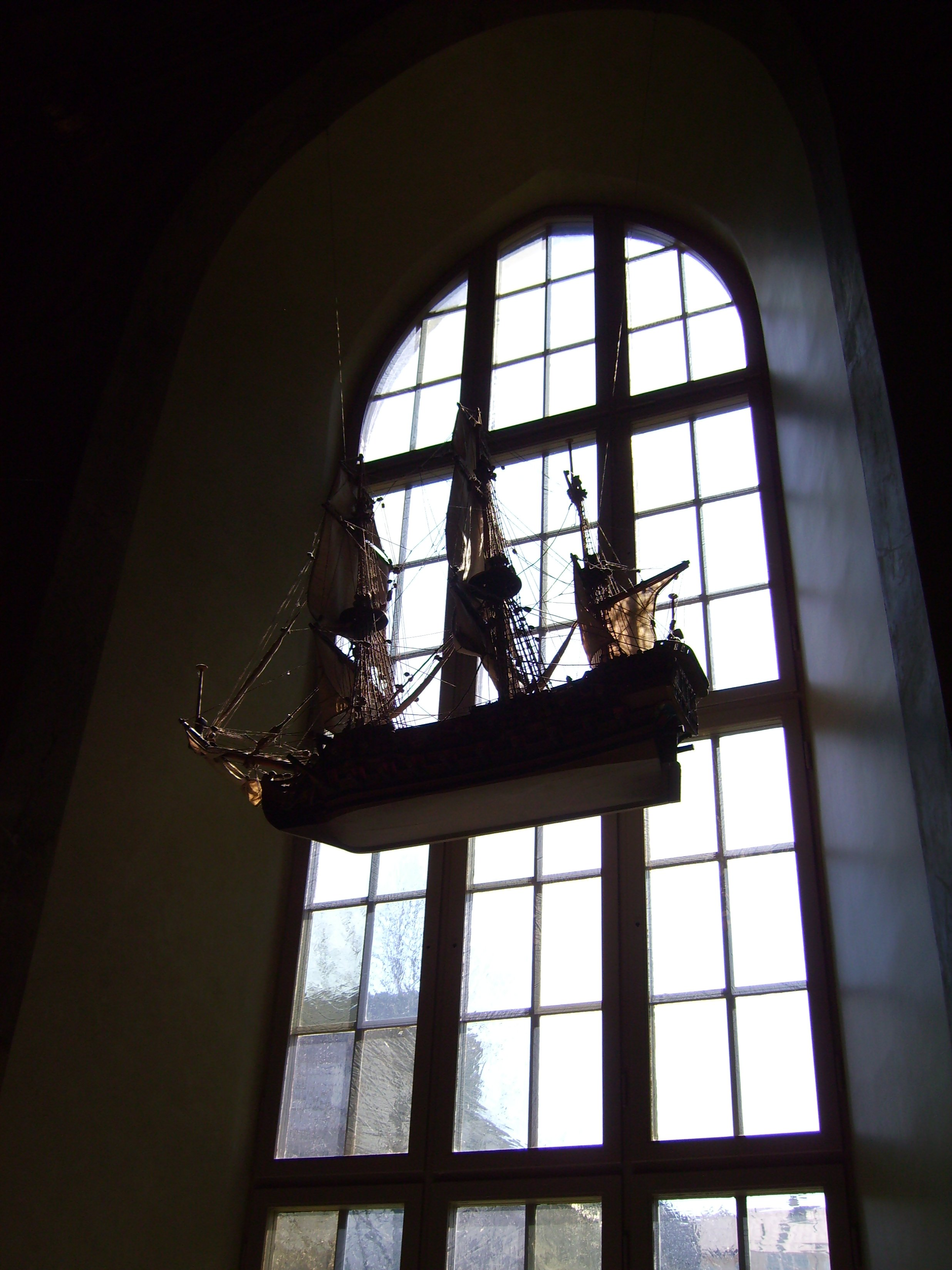
Інтер'єр шведської кірхи

Вотивні предмети, що копіюють реальні побутові речі, лише в зменшеному масштабі (наприклад, «іграшкові» кинджали та мечі), іноді опинялися у могили, щоб супроводжувати померлих.

### Обігові речі
Це можуть бути стрічки та полотнища матерії, нитки, пасма волосся, предмети одягу та побуту, невеликі камені, роги тварин різних видів, гроші тощо.
Згадки про звичаї присвячувати пасма волосся ініційованих юнаків Аполлонові та іншим богам часто трапляються в античних джерелах.
Крім найпопулярнішого кидання монеток у воду, досі зустрічається чимало подібних забобон, не пов'язаних з християнською релігією. Наприклад, на Лисій горі в Сукко росте дерево, на яке обов'язково треба пов'язати стрічку, щоб бажання здійснилося. На гілки дуба в Масандрі вішалися вотивні дзвіночки. Відомі іранські чинари, за стрічками на гілках яких у давнину спостерігали особливі доглядачі.

### Статуетки
Статуетки — були зображеннями богів або реальних людей, вони клалися в могилу. Найвідомішими є єгипетські ушебти, які мали служити померлим у потойбічному світі. Інша характерна група — статуетки богинь, наприклад, критські богині зі зміями, античні богині-матері, давньогрецькі теракотові фігурки, з виробництва яких спеціалізувалася Танагра в Беотії.

### Пінака

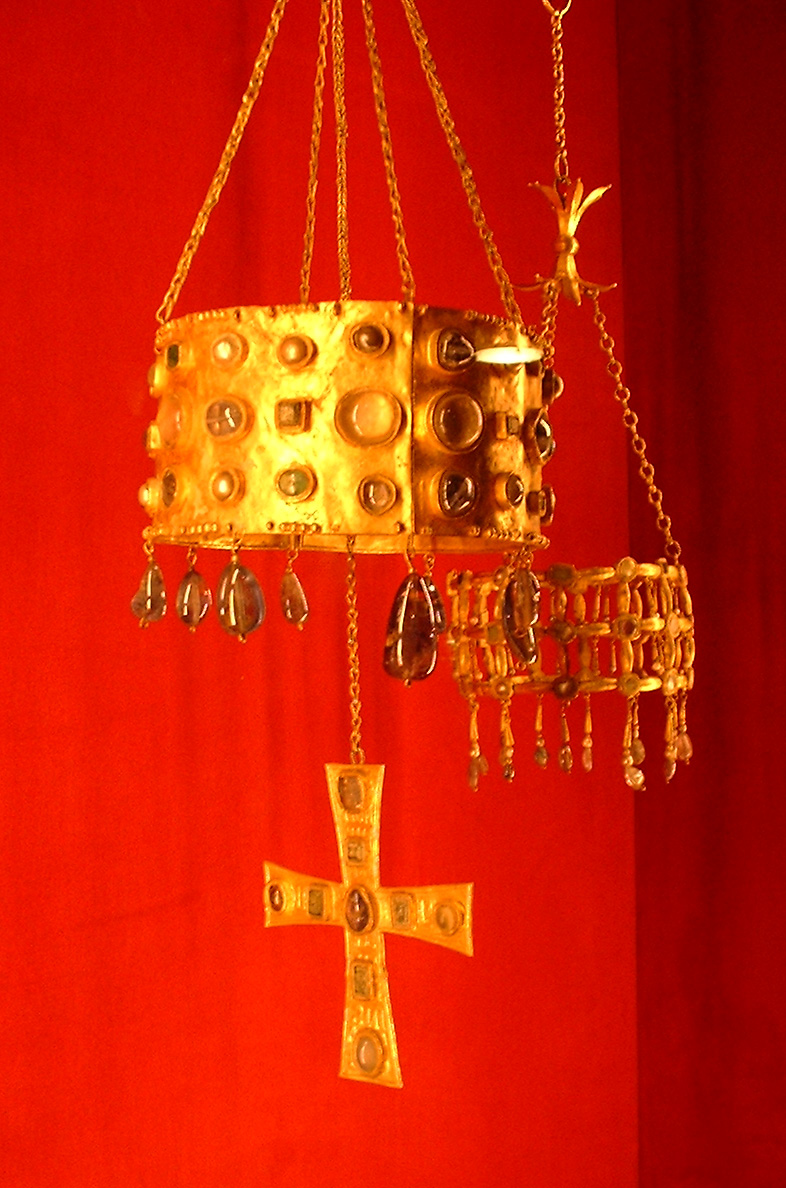
Вотивна корона вестготского короля Реккесвінта з гваразарського скарбу, VII ст.

Пінака (грец. πίναξ, дошка) — вотивна дошка, рельєф, картина в Стародавній Греції. Виготовлялася з мармуру, бронзи, теракоти, дерева. Могла служити як надгробком, так і вотивним даром. Єгиптяни встановлювали вотивні стели.

### Вотивна колона

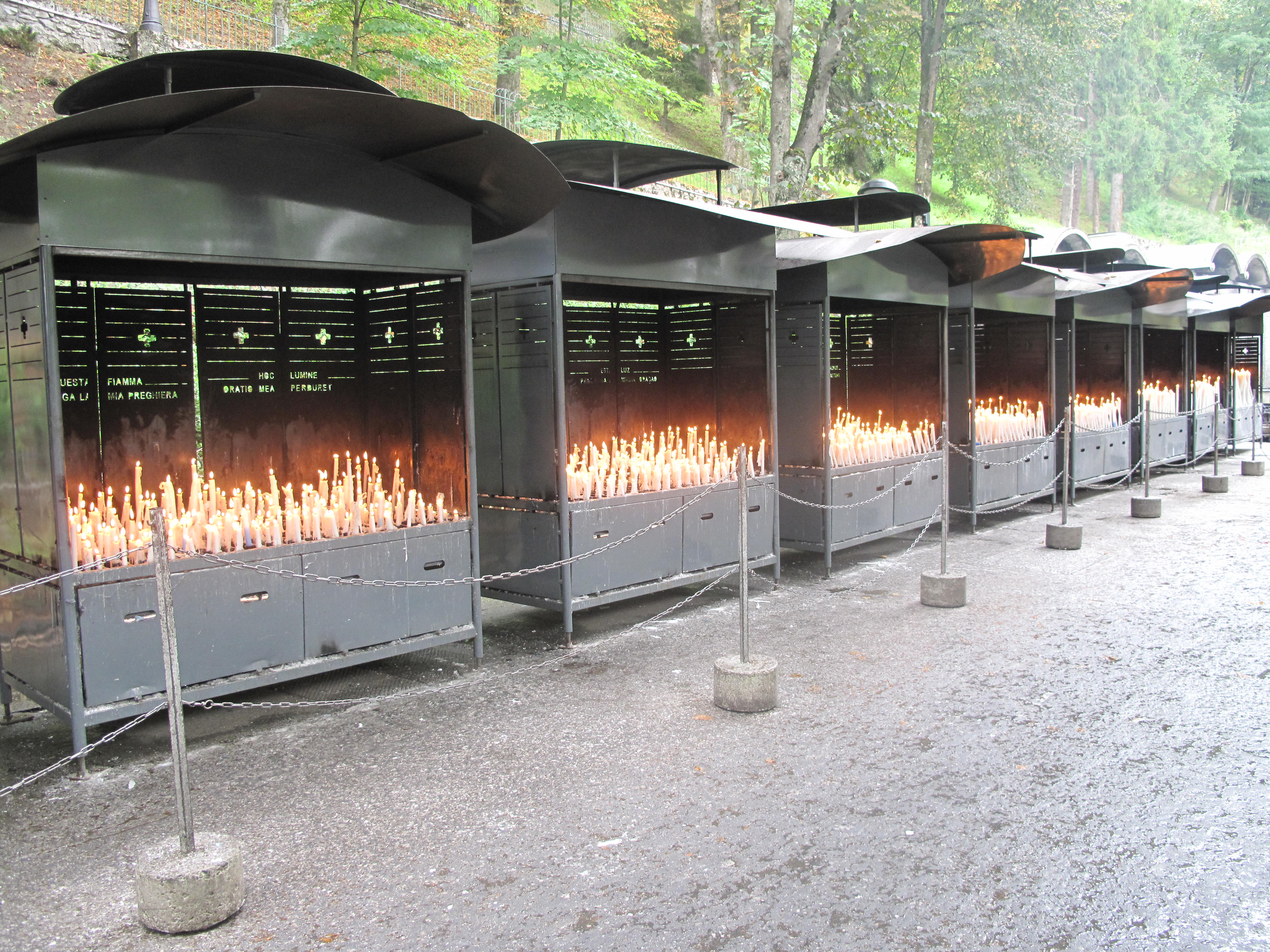
Освячені свічки в Люрді (Франція)

Вотивна колона — це колона, що стоїть окремо (як правило, на священній ділянці біля античного храму) із зображенням вотивних предметів. Встановлювалися з метою зцілення, задоволення прохання або на виконання обітниці.
Подібну функцію в Стародавньої Греції та Римі виконував трофей — стовбур дерева або стовп, на який з присвятним написом Зевсові або Марсу після перемоги вішалися обладунки ворогів. Спочатку мало значення їхнє розміщення саме на дубі — священному рослині Зевса.

### Жертовна табличка
Жертовна табличка (лат. defixio, грец. κατάδεσμος) — предмет, широко поширений у греко-романському світі, невелика пластина з свинцю або олова, на якій писалося прокляття на чию-небудь адресу. Потім така табличка скручувалася і кидалася в криницю або джерело. Сотні подібних артефактів було знайдено, зокрема в римських лазнях (лат. Aquae Sulis) у Англії.

### Свічка
Свічка — один з найдавніших символів жертви божеству. У християнстві свічка, що купується, виступає знаком добровільної жертви людини Богу. Практика продажу свічок стала заміною давньої традиції принесення віруючими в храм речей, необхідних для богослужіння: вина, хліба, воску та масла.

### Вотивна корона
Вотивна корона — була винаходом візантійців, перейнятим вестготами та лангобардамі. Являла собою корону-обруч, яка підвішувалася зі стелі церкви над вівтарем або в арках.

### Портрети
У середньовічній та ренесансній Італії існували численні портретні воскові фігури ex voto — поміщені за обітницею, реалістично одягнені та розфарбовані, в зріст людини, а часом і кінні. Пристрасть до різних вотивні підношень висміювалася в новелах Саккетті.
Особливо подібними фігурами з воску (immagini di cera), Які називали та просто voti, славилася флорентійська церква ченців-сервітів Сантиссіма Аннунціата. Фігурок з часом стало так багато, що 1401 року Синьорія дозволила такі підношення лише громадянам-членам найстаріших цехів. 1447 року найважливіші воскові фігури були прибрані та розставлені в порядку в трансепті по обидві сторони хору. Їх розташовували на спеціальних підмостках palchi, і вони закривали собою вид на сімейні капели, що викликало нарікання їхніх власників, і тому кінні фігури довелося перенести на інший бік храму. Особливо почесні місця займали окремі фігури, інші подвішувалися до склепіння нового храму-ротонди. Там були не лише чоловічі, а й жіночі портрети. Крім флорентійців відзначилися й гості міста, наприклад, король Данії Кристіан I. 1530 року в цій церкві перебувало 600 фігур у натуральну величину.